# Шотландцы Ольстера

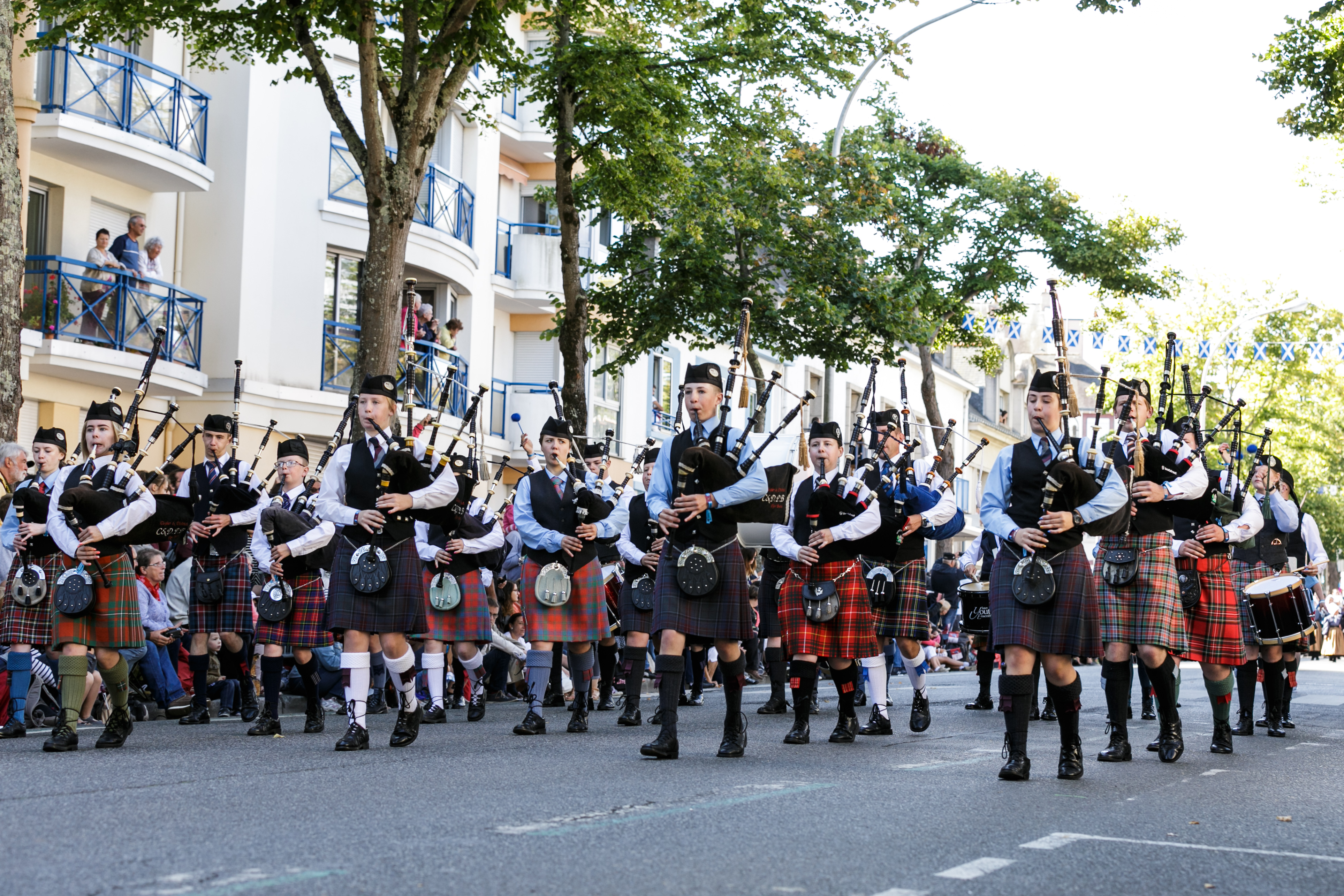
Оркестр шотландских волынщиков из Ольстера на Межкельтском фестивале в Лорьяне в 2017 году

Ольстерские шотландцы (ольстер.-шотл. Ulstèr-Scotch; ирл. Albanaigh Ultach), также называемые (в Северной Америке) ирландскими шотландцами или шотландско-ирландцы (Scotch-Airisch), являются этнической группой в Ирландии, в основном в провинции Ольстер и в меньшей степени в остальной части Ирландии. Их предки примерно наполовину были выходцами из Северной Англии и наполовину протестантскими пресвитерианскими шотландскими поселенцами Лоуленда,  наибольшее число выходцев из Дамфриса и Галлоуэя, Ланаркшира, Ренфрушира, Эйршира, Скоттиш-Бордерс, Нортумберленда, Камбрии, Йоркшира и, в гораздо меньшей степени, из Шотландского нагорья.  Северная Ирландия — одна из четырёх частей Соединённого Королевства. Большинство людей, проживающих в Северной Ирландии, являются гражданами Великобритании или Ирландии.
Ольстерские шотландцы мигрировали в Ирландию в больших количествах как в результате санкционированного правительством заселения Ольстера, запланированного процесса колонизации, который имел место под покровительством Якова VI Шотландского на землях, конфискованных у членов гэльского дворянства Ирландии, бежавшего из Ольстера, так и часть более крупной миграции или незапланированной волны заселения.
Ольстерские шотландцы эмигрировали из Ирландии в значительном количестве на территорию Соединённых Штатов и во все уголки тогдашней Британской империи — в Канаду, Австралию, Новую Зеландию, Южную Африку, Вест-Индию, Британскую Индию и в меньшей степени в Аргентину и Чили. Шотландско-ирландцы (или ирландские шотландцы) — традиционный термин для ольстерских шотландцев, эмигрировавших в Америку.

## История
Первый крупный приток приграничных англичан и шотландцев из Лоуленда в Ольстер произошёл в первые два десятилетия XVII века.
Во-первых, до колонизации Ольстера и даже до Бегства графов в 1606 году существовало независимое шотландское поселение на востоке Дауна и Антрима. Её возглавляли авантюристы Джеймс Гамильтон и сэр Хью Монтгомери, два эрширских лэрда. Монтгомери получил половину земли лорда Верхнего Кландебоя Конна Макнила О'Нила, значительного гэльского владения в Ольстере, в награду за помощь ему в побеге из английского плена. Гамильтон вступил в эту сделку, и после трех лет споров окончательное урегулирование дало Гамильтону и Монтгомери по одной трети земли.

Королевский штандарт Ирландии с 1542 по 1801 год.

Tрадиционный провинциальный флаг Ольстера

Шотландский флаг (Андреевский крест)

Флаг Англии (Крест Святого Георгия)

Начиная с 1609 года шотландцы начали прибывать в спонсируемые государством поселения в составе колонизации Ольстера. Этот план был предназначен для конфискации всех земель гэльской ирландской знати в Ольстере и заселения провинции протестантскими шотландскими и английскими колонистами. По ней значительное количество шотландцев было расселено, в основном на юге и западе Ольстера, на конфискованных землях.
В то время как многие из шотландских переселенцев в Ольстере прибыли с юго-запада Шотландии, большое количество прибыло с юго-востока, включая нестабильные регионы вдоль границы с Англией (Скоттиш-Бордерс и Нортумберленд). Эти группы происходили из пограничников, у которых были семейные связи по обе стороны англо-шотландской границы. План состоял в том, что перемещение этих пограничников в Ирландию одновременно решило бы проблему границ и связало Ольстер. Это особенно беспокоило Якова VI Шотландского, когда он стал королем Англии, поскольку он знал, что шотландская нестабильность может поставить под угрозу его шансы на эффективное управление обоими королевствами.
Во время ирландского восстания 1641 года коренное ирландское дворянство попыталось истребить английских и шотландских поселенцев в отместку за то, что они были изгнаны с земли своих предков, что привело к жестокому насилию, массовым убийствам и, в конечном итоге, к гибели от четырёх до шести тысяч поселенцев зимой 1641–1642 гг.  В ответ были убиты коренные жители Ирландии.  К 1642 году коренные ирландцы де-факто контролировали большую часть острова под властью Конфедеративной Ирландии, а около трети находились под контролем оппозиции. Однако многие ольстерско-шотландские пресвитериане присоединились к восстанию ирландцев и помогли им изгнать англичан
Вполне возможно, что ольстерско-шотландское население в Ирландии было сохранено от полного уничтожения во время последующих войн Ирландской Конфедерации, когда шотландская армия ковенантеров была высажена в провинции для защиты ольстерско-шотландских поселенцев от коренных ирландских землевладельцев. Сама война как часть Войн Трех Королевств, закончилась в 1650-х годах завоеванием Ирландии Кромвелем. Во главе армии Оливер Кромвель завоевал всю Ирландию. Разгромив ирландских конфедератов и английских роялистов от имени английских парламентариев, он и его войска использовали методы и наносили потери среди гражданского ирландского населения, которые долгое время считались современными источниками, историками и массовой культурой выходящими за рамки принятой военной этики того времени. После окончания войны в Ирландии многие из солдат навсегда поселились в восточном Ольстере.
В соответствии с Актом об урегулировании 1652 года все земли, принадлежавшие католикам, были конфискованы, а британские поселения в Ирландии, разрушенные восстанием 1641 года, были восстановлены. Однако из-за враждебности шотландцев к английскому парламенту на заключительных этапах гражданской войны в Англии английские поселенцы получили больше выгод, чем шотландцы.
В Ирландии наступило спокойствие, пока в 1689 году не разразилась новая война, опять же из-за политического конфликта, тесно связанного с этническими и религиозными различиями. Война двух королей в Ирландии (1689–1691) велась между якобитами, которые поддерживали восстановление католика Якова II на престоле Англии, и вильямитами, которые поддерживали протестанта Вильгельма Оранского. Большинство протестантских колонистов по всей Ирландии, но особенно в Ольстере, сражались на стороне вильямитов в войне против якобитов. Страх повторения резни 1641 года, страх возмездия за религиозные преследования, а также их желание сохранить земли, конфискованные у католических землевладельцев, были основными мотивирующими факторами.
Силы вильямитов, состоящие из британской, голландской, гугенотской и датской армий, а также войск, собранных в Ольстере,  положили конец сопротивлению якобитов к 1691 году, подтвердив монополию протестантского меньшинства на власть в Ирландии. Их победы в Дерри, Бойне и Огриме до сих пор отмечаются Оранжевым орденом в XXI веке.
Наконец, ещё один крупный приток шотландцев в северную Ирландию произошёл в конце 1690-х годов, когда десятки тысяч людей бежали от голода в Шотландии, чтобы перебраться в Ольстер
Только после 1690-х годов шотландские поселенцы и их потомки, большинство из которых были пресвитерианами, получили численное превосходство в Ольстере, хотя по-прежнему составляли меньшинство в Ирландии в целом. Наряду с католиками они были юридически ущемлены законами, которые давали полные права только членам Ирландской церкви (англиканской государственной церкви), которые были в основном англо-ирландцами (сами часто отсутствующие землевладельцы), новообращенным ирландцам или потомкам английских поселенцев. По этой причине вплоть до XIX века между несогласными и правящим протестантским господством в Ирландии существовали значительные разногласия. С введением в действие Акта о присяге королевы Анны 1703 года, который вызвал дальнейшую дискриминацию всех, кто не принадлежал к установленной церкви, значительное количество ольстерских шотландцев мигрировало в колонии в Британской Америке на протяжении XVIII и XIX веков.  На самом деле, эти «шотландско-ирландцы» из Ольстера и Лоуленда Шотландии составляли самую многочисленную группу иммигрантов из Великобритании и Ирландии в американские колонии в годы, предшествовавшие Американской революции, вместе с покинувшими в это же время 150 000 беженцами из Северной Ирландии.
К концу XVIII века многие ольстерско-шотландские пресвитериане игнорировали религиозные различия и вместе со многими гэльскими ирландцами-католиками присоединились к Обществу объединённых ирландцев для участия в ирландском восстании 1798 года в поддержку республиканских и эгалитарных идеалов.

## Ирландские Шотландцы

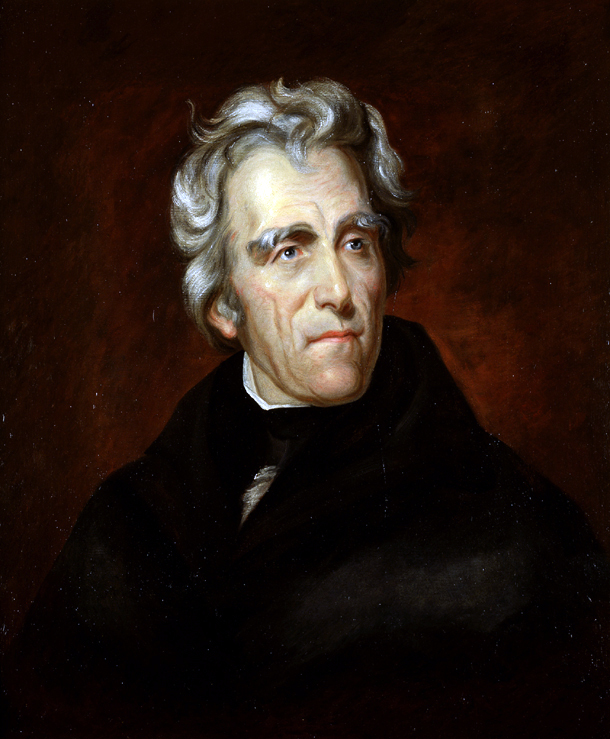
Эндрю Джексон, седьмой президент Соединённых Штатов, был первым шотландско-ирландцем по происхождению.

Всего через несколько поколений после прибытия в Ольстер значительное количество ольстерских шотландцев эмигрировало в североамериканские колонии Великобритании. Между 1717 и 1775 годами около 200 000 человек мигрировали в Тринадцать колоний.  Примерно в то же время британцы взяли под свой контроль территорию Новой Франции, что позволило многим ольстерским шотландцам мигрировать в эти районы. Эти люди известны как шотландско-ирландские канадцы.
По данным переписи населения США 2000 года, 4,3 миллиона американцев (1,5% населения США) заявили о шотландско-ирландском происхождении. Автор и бывший сенатор Соединённых Штатов Джим Уэбб предполагает, что истинное количество людей с некоторым шотландско-ирландским наследием в Соединённых Штатах больше - более 27 миллионов - возможно, потому, что современные американцы с некоторым шотландско-ирландским происхождением могут считать себя либо ирландцами, либо шотландцами, или просто американцами

## Культура
На протяжении веков шотландская культура Ольстера вносила свой вклад в уникальный характер графств Северной Ирландии. Шотландское агентство Ольстера указывает на промышленность, язык, музыку, спорт, религию и множество традиций, принесенных в Ольстер из шотландских низменностей. В частности, происхождение жанра кантри-энд-вестерн во многом связано с народной шотландской музыкой Ольстера, в дополнение к английскому, немецкому и афроамериканскому стилям.
Культурные традиции и аспекты этой культуры, включая её связи с музыкой кантри, изложены в книге Дэвида Хакетта Фишера «Семя Альбиона: четыре британских народных уклада в Америке». В документальном фильме 2010 года The Hamely Tongue режиссёр Деглан О Мохейн прослеживает происхождение этой культуры и языка и рассказывает о её проявлениях в сегодняшней Ирландии. Название фильма отсылает к книге Джеймса Фентона The Hamely Tongue: A Personal Record of Ulster-Scotts in County Antrim.
Большинство ольстерских шотландцев говорят на ольстерском английском как на родном языке. Ольстерский шотландский язык — это местный диалект языка низменных шотландцев, который с 1980-х годов также назывался «Улланс», неологизм-слияние, популяризированный врачом, историком-любителем и политиком доктором Яном Адамсоном. От Ulster и Lallans — шотландцы Лоуленда — но также акроним от «Ulster-Scots language in literature and native speech».

## Наследственное заболевание
Североамериканское происхождение сцепленной с Х-хромосомой формы генетического заболевания врожденного нефрогенного несахарного диабета было прослежено от ольстерских шотландцев, которые путешествовали в Новую Шотландию в 1761 году на корабле Хоупвелл.